# Schiefknolliger Anis-Champignon
Der Schiefknollige oder Flachknollige Anis-Champignon oder -Egerling (Agaricus essettei) ist ein essbarer Pilz aus der Familie der Champignonverwandten (Agaricaceae).

## Merkmale
Die Fruchtkörper erscheinen meist gesellig und verfärben sich außen an Berührungsstellen zitronen- oder chromgelb. Der dünne Hut erreicht 6 bis 12 Zentimeter im Durchmesser und ist anfangs kugelig und breitet sich später über eine glockige oder halbkugelige zu einer im Alter flachen Form aus. Die Oberseite ist reinweiß, seidig und zum Rand hin fein geschuppt. Der Hutrand ist bei jungen Exemplaren oft mit Velum-Resten behangen. Die Lamellen sind jung blassgräulich, bekommen mit zunehmender Reife der Sporen zunächst Rottöne und werden schließlich schwärzlich. Sie stehen dicht und frei vom Stiel. Die Sporen sind purpurbraun, breit ellipsoid geformt und haben eine glatte Oberfläche. Sie messen 6 bis 8 auf 4 bis 5 Mikrometer. Der im Alter hohle Stiel ist zylindrisch und schlank, erreicht Höhen von 7 bis 12 Zentimetern und Durchmesser zwischen 1 und 2 (3) Zentimetern und hat eine gewöhnlich abgesetzte, flache, gerandete, deutliche knollige Verdickung an der Basis. Er hat weitgehend dieselbe Farbe wie der Hut und weist einen meist einfachen, großen, dünnhäutigen, schlaff hängenden und vergänglichen Ring auf. Das Fleisch ist weiß, verfärbt nicht oder gilbt leicht und schmeckt und riecht charakteristisch nach Anisöl oder Mandeln. Mit Kaliumhydroxid (KOH) färbt es sich gelb.

## Artabgrenzung
Besonders die jungen Fruchtkörper ähneln stark denen tödlich giftiger Knollenblätterpilze (Grüner Knollenblätterpilz, Kegelhütiger Knollenblätterpilz). Diese unterscheiden sich durch bleibend weiße Lamellen und Sporen sowie eine Scheide um den Stielfuß.
Der Pilz hat große Ähnlichkeit zu verwandten Arten wie dem Dünnfleischigen Anis-Egerling, dem Weißen Anis-Champignon (Agaricus arvensis), dem Kurzsporigen Anis-Champignon (Agaricus osecanus), dem Wiesen-Champignon (Agaricus campestris) und dem Karbol-Egerling. Der schwach giftige Karbol-Egerling (Agaricus xanthoderma) riecht unangenehm. Der Dünnfleischige Anis-Egerling (Agaricus silvicola) wächst auch außerhalb von Nadelwäldern und hat schmächtigere Fruchtkörper mit eher cremefarbenen Hüten.

## Verbreitung und Ökologie
Der Schiefknollige Anis-Egerling wächst als Saprophyt in Nadelwäldern, besonders im Nadelstreu unter Fichten, und fruchtet von Juni bis Oktober. Er ist in Europa, Nordamerika und Japan anzutreffen.

## Inhaltsstoffe
Für den Anis-Geruch ist wahrscheinlich eine bestimmte Mischung von Benzylalkohol und Benzaldehyd verantwortlich.
Der Pilz reichert Cadmium aus dem Substrat auf bis zu 300fache Konzentration an. Das Cadmium spielt auch eine Rolle in seinem Organismus; Myzel-Kulturen wachsen im Labor besser, wenn Cadmium im Nährmedium enthalten ist (100 % Steigerung mit 0,5 Milligramm Cadmium pro Liter gegenüber Cadmium-freiem Medium, bei Konzentrationen von 1 Milligramm/Liter ist der Effekt nicht mehr vorhanden). Er bindet das Cadmium mittels eines speziellen Proteins, dem Cadmium-Mykophosphatin oder einer ähnlichen Substanz.

## Nutzung
Der Schiefknollige Anis-Egerling ist auch roh essbar und in Europa ein beliebter Speisepilz. Anders als einige Verwandte eignet er sich nicht für die Kultivierung.

## Systematik und Taxonomie
Die offizielle Erstbeschreibung des teils als eigenständige Art angesehenen Agaricus abruptibulbus stammt von Charles Horton Peck, der ihn als Agaricus abruptus beschrieb. Die europäische Bezeichnung Agaricus essettei geht auf eine Beschreibung von Marcel Bon zurück.
Der Pilz wird von unterschiedlichen Autoren teils als eigenständige Art, teils als synonym mit Agaricus abruptibulbus (Bezeichnung nordamerikanischen Ursprungs) oder auch dem Dünnfleischigen Anis-Egerling (Agaricus silvicola) betrachtet.
Nach einer molekularbiologischen Erbgutuntersuchung aus dem Jahr 2004 umfasst eine abgrenzbare Gruppe nächstverwandter Arten noch
- den Rissigschuppigen Egerling (Agaricus fissuratus),
- den Weißen Anis-Champignon (Agaricus arvensis),
- den Rundsporigen Egerling (Agaricus nivescens),
- den Schneeweißen Egerling (Agaricus excellens),
- den Dünnfleischigen Anis-Champignon (Agaricus silvicola) und
- den Brasilianischen Mandel-Egerling (Agaricus subrufescens).[15]